# Élections sénatoriales de 2017 en Lot-et-Garonne
Les élections sénatoriales en Lot-et-Garonne ont lieu le dimanche 24 septembre 2017. Elles ont pour but d'élire les sénateurs représentant le département au Sénat pour un mandat de six années.

## Contexte départemental
Lors des élections sénatoriales de 2011 en Lot-et-Garonne, deux sénateurs ont été élus : Pierre Camani (PS) et Henri Tandonnet (DVD).
Depuis, tous les effectifs du collège électoral des grands électeurs ont été renouvelés, avec les élections législatives de 2017, les élections régionales de 2015, les élections départementales de 2015 et les élections municipales de 2014.

## Sénateurs sortants
| Sénateur | Sénateur        | Parti | Fonctions lors de l'élection en 2011                                  |
| -------- | --------------- | ----- | --------------------------------------------------------------------- |
|          | Pierre Camani   | PS    | Président du conseil général, conseiller municipal de Puymiclan       |
|          | Henri Tandonnet | UDI   | Président de la CC du canton de Laplume-en-Bruilhois, maire de Moirax |

## Présentation des candidats et des suppléants
Les nouveaux représentants sont élus pour une législature de 6 ans au suffrage universel indirect par les 971 grands électeurs du département. En Lot-et-Garonne, les sénateurs sont élus au scrutin majoritaire à deux tours. Leur nombre reste inchangé, deux sénateurs sont à élire. Il y aura plusieurs candidats dans le département, chacun avec un suppléant.
| T/S | Candidats | Candidats                 | Parti | Principale fonction                                               |
| --- | --------- | ------------------------- | ----- | ----------------------------------------------------------------- |
| T   |           | Patrice Dufau             | PCF   | Adjoint au maire de Nérac                                         |
| S   |           |                           | PCF   |                                                                   |
| T   |           | Bernard Barral            | PS    | Conseiller départemental, conseiller municipal de Penne-d'Agenais |
| S   |           |                           | PS    |                                                                   |
| T   |           | Jean Dreuil               | DVG   | Conseiller départemental, maire de Sérignac-sur-Garonne           |
| S   |           | Sophie Borderie           | PS    | Conseillère départementale, conseillère municipale de Marmande    |
| T   |           | Pierre Soubiran           | DVG   |                                                                   |
| S   |           | Patricia Prioux-Henry     | DVG   |                                                                   |
| T   |           | Marie-France Salles       | LREM  | Conseillère départementale, maire d'Engayrac                      |
| S   |           | Jean-Marie Lenzi          | MoDem | Maire de Montignac-de-Lauzun                                      |
| T   |           | Corinne Griffond          | LREM  | Conseillère municipale du Passage                                 |
| S   |           | Thierry Constant          | LREM  | Maire de Gontaud-de-Nogaret                                       |
| T   |           | Jean-Pierre Moga          | DVD   | Conseiller départemental                                          |
| S   |           | Carole Roire              | DVD   | Maire de Cancon                                                   |
| T   |           | Serge Pujol               | DVD   |                                                                   |
| S   |           |                           | DVD   |                                                                   |
| T   |           | Christine Bonfanti-Dossat | LR    | Conseillère départementale, maire de Lafox                        |
| S   |           | Gaëtan Malange            | LR    | Maire de Saint-Barthélemy-d'Agenais                               |
| T   |           | Thierry Umber             | FN    |                                                                   |
| S   |           |                           | FN    |                                                                   |

## Résultats
| Candidats                | Candidats                 | Parti                    | Nuance                   | Premier tour | Premier tour | Second tour | Second tour |
| Candidats                | Candidats                 | Parti                    | Nuance                   | Voix         | %            | Voix        | %           |
| ------------------------ | ------------------------- | ------------------------ | ------------------------ | ------------ | ------------ | ----------- | ----------- |
|                          | Jean-Pierre Moga          | SE                       | DVD                      | 427          | 46,26        | 467         | 50,43       |
|                          | Christine Bonfanti-Dossat | LR                       | LR                       | 378          | 40,95        | 436         | 47,08       |
|                          | Jean Breuil               | SE                       | DVG                      | 252          | 27,30        | 317         | 34,22       |
|                          | Bernard Barral            | PS                       | SOC                      | 193          | 20,91        | 223         | 24,08       |
|                          | Patrice Dufau             | PCF                      | COM                      | 119          | 12,89        | 90          | 9,72        |
|                          | Corinne Griffond          | LREM                     | REM                      | 105          | 11,38        | 89          | 9,61        |
| Marie-France Salles      | LREM                      | REM                      | 99                       | 10,73        | Retrait      | Retrait     |             |
|                          | Pierre Soubiran           | SE                       | DVG                      | 46           | 4,98         | 35          | 3,78        |
|                          | Serge Pujol               | SE                       | DVD                      | 32           | 3,47         | 22          | 2,38        |
|                          | Thierry Umber             | FN                       | FN                       | 22           | 2,38         | 16          | 1,73        |
|                          |                           |                          |                          |              |              |             |             |
| Suffrages exprimés       | Suffrages exprimés        | Suffrages exprimés       | Suffrages exprimés       | 923          | 95,75        | 926         | 95,76       |
| Votes blancs             | Votes blancs              | Votes blancs             | Votes blancs             | 7            | 0,73         | 11          | 1,14        |
| Votes nuls               | Votes nuls                | Votes nuls               | Votes nuls               | 34           | 3,53         | 30          | 3,10        |
| Total                    | Total                     | Total                    | Total                    | 964          | 100          | 967         | 100         |
| Abstention               | Abstention                | Abstention               | Abstention               | 27           | 2,72         | 24          | 2,42        |
| Inscrits / participation | Inscrits / participation  | Inscrits / participation | Inscrits / participation | 991          | 97,28        | 991         | 97,58       |